# Loi fondamentale de l'État de la Cité du Vatican
La loi fondamentale de l’État de la Cité du Vatican est la principale loi constitutionnelle de l'État du Vatican. Elle existe depuis 1929.
Il y eut trois versions de la loi fondamentale. D'abord, la loi fondamentale du 7 juin 1929 promulguée par Pie XI, qui résultait des accords du Latran. Ensuite, la loi fondamentale promulguée par le pape Jean-Paul II, le 26 novembre 2000. Elle est entrée en vigueur le 22 février 2001, lors de la fête de la chaire de saint Pierre. 
Le 13 mai 2023, le pape François signe une nouvelle loi fondamentale qui entre en vigueur le 7 juin suivant.